# Dyja
Dyja (cz. Dyjeⓘ, niem. Thaya) – rzeka w Masywie Czeskim, w Austrii i Czechach, w zlewisku Morza Czarnego, najdłuższy prawy dopływ Morawy, o długości 235 km, począwszy od miejscowości Raabs an der Thaya, gdzie następuje połączenie składających się na nią dopływów:
- Dyja Morawska (cz. Moravská Dyje, niem. Mährische Thaya), długość 68,2 km, powierzchnia dorzecza 630 km², źródło na wysokości około 682 m n.p.m., 4 km na południowy wschód od Třešti, w kraju Wysoczyna (Wyżyna Czesko-Morawska), między wsiami Panenská Rozsíčka i Stajiště
- Deutsche Thaya długość 75,8 km, źródło na wysokości 657 m n.p.m., 2 km na południowy wschód od Schweiggers, koło miejscowości Schwarzenbach.

Na Dyi znajduje się kilka stopni (zapór) i zbiorników wodnych. W dolnym biegu, w rejonie Brzecławia (Obszar chronionego krajobrazu Palava) oraz w rejonie Znojma (Park Narodowy „Podyje” w Czechach i Park Narodowy Doliny Dyi w Austrii) jest rzeką graniczną pomiędzy Czechami i Austrią.

## Zbiorniki wodne
- Vranov
- Znojmo
- Nové Mlýny I – górny zbiornik – Mušovské jez.
- Nové Mlýny II – średni zbiornik – Věstonické jez.
- Nové Mlýny III – dolny zbiornik – Novomlýnske jez.

## Ważniejsze miejscowości
Raabs an der Thaya, Drosendorf, Vranov nad Dyjí, Hardegg, Znojmo, Laa an der Thaya, Lednice, Brzecław

## Zamki
- Raabs an der Thaya, XII w.
- Kollmitz, XII, XIV w. (ruiny)
- Drosendorf, XII w.
- Frejštejn
- Cornštejn, XIV, XV w. (ruiny)
- Bitov, XI, XIII w.
- Vranov nad Dyjí
- Hardegg, XII, XV w. (Park Narodowy Doliny Dyi)
- Nový Hrádek nad Dyją
- Znojmo
- Děvičky, XIII, XIV, XVI w. (Obszar chronionego krajobrazu Palava)
- Lednice
- Brzecław, XVI w. (ruiny)
- Rabensburg, XIII, XVII w.

## Ochrona przyrody i krajobrazu
- Park Narodowy „Podyje” – czes.: Národní park Podyjí
- Park Narodowy Doliny Dyi – niem.: Nationalpark Thayatal
- Obszar chronionego krajobrazu Pálava

## Galeria

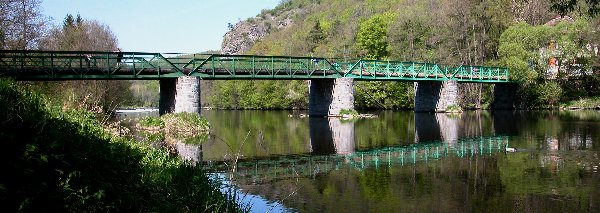
Hardegg – most graniczny nad Dyją
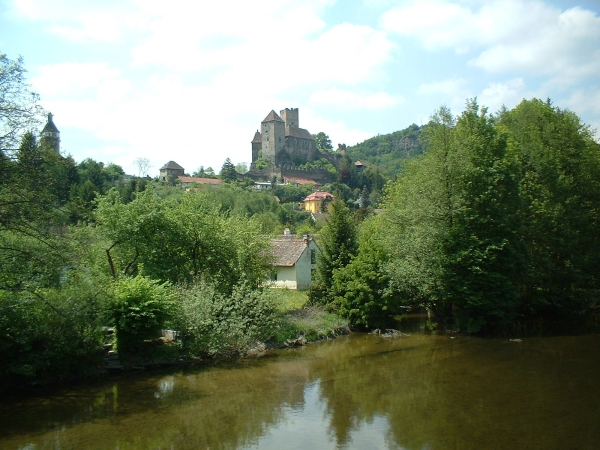
Hardegg – zamek nad Dyją
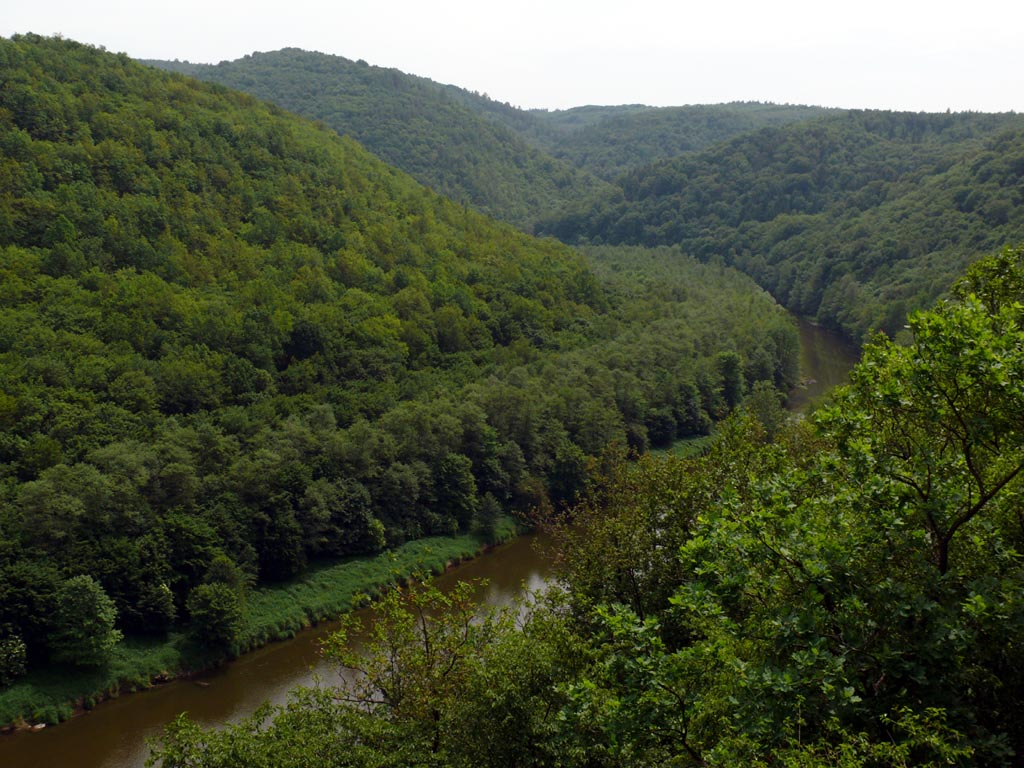
Przełom Dyi w Parku Narodowym Doliny Dyi
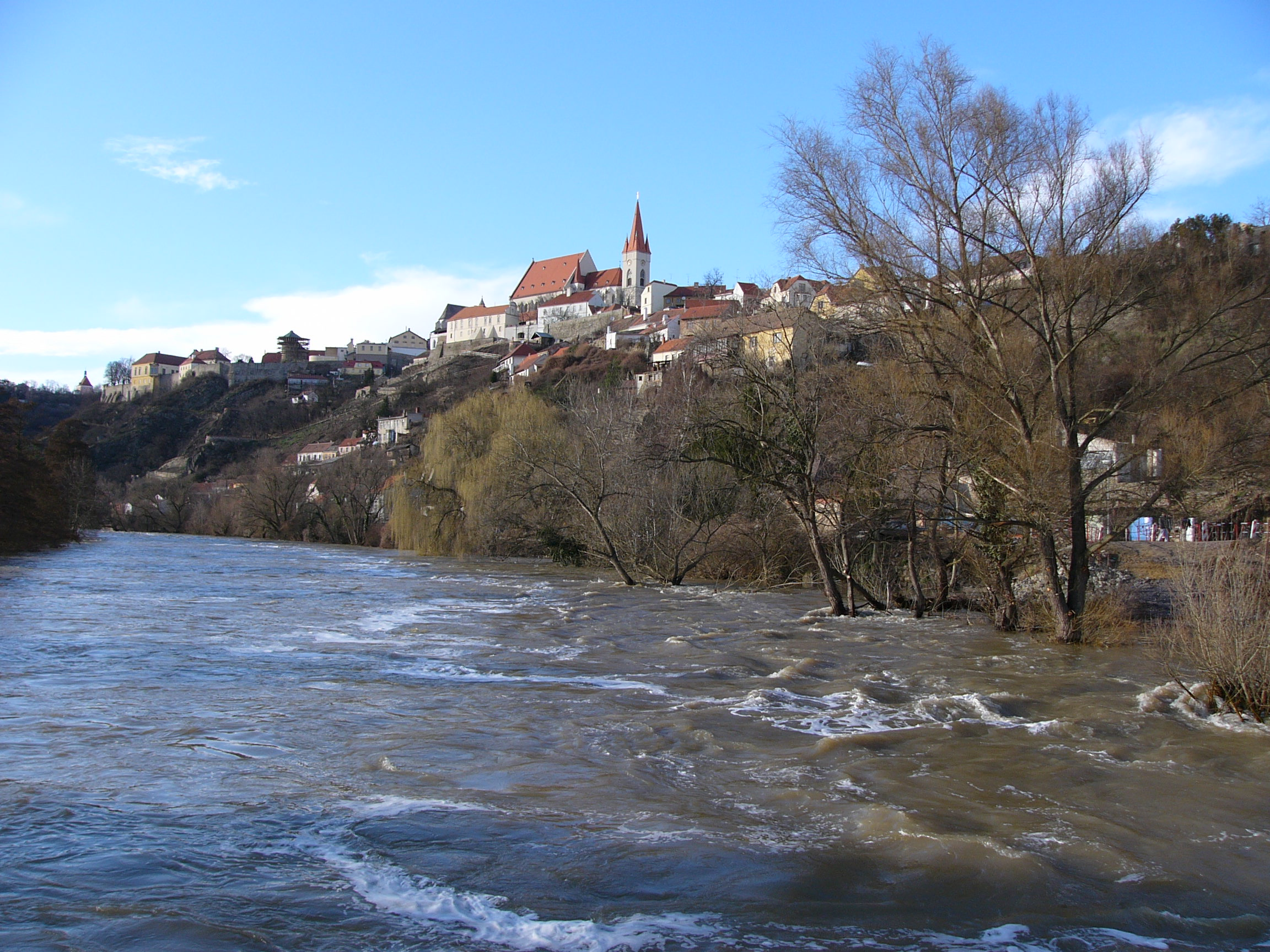
Fala powodziowa w Znojmie (2006 r.)
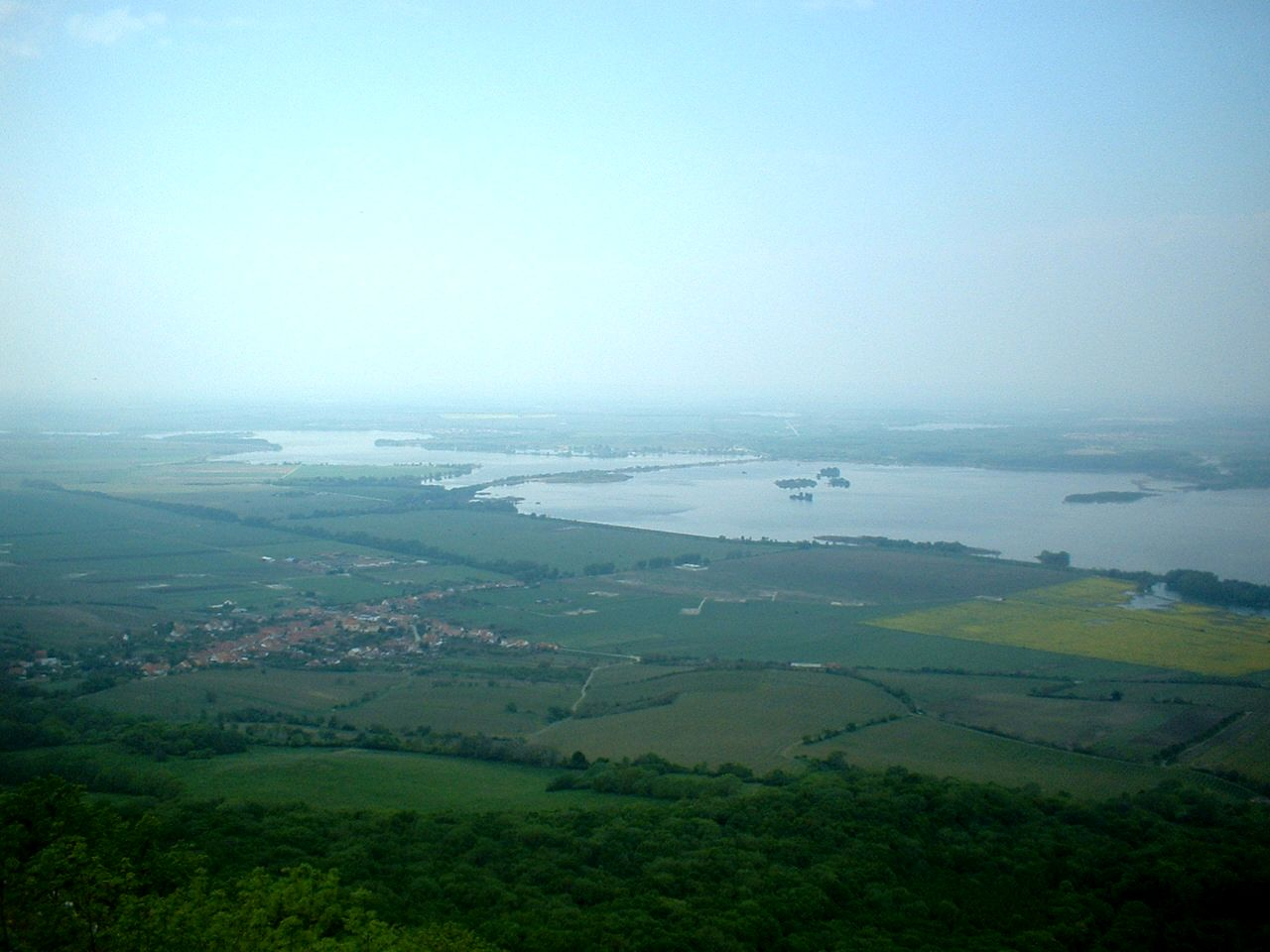
Zbiorniki Nové Mlýny
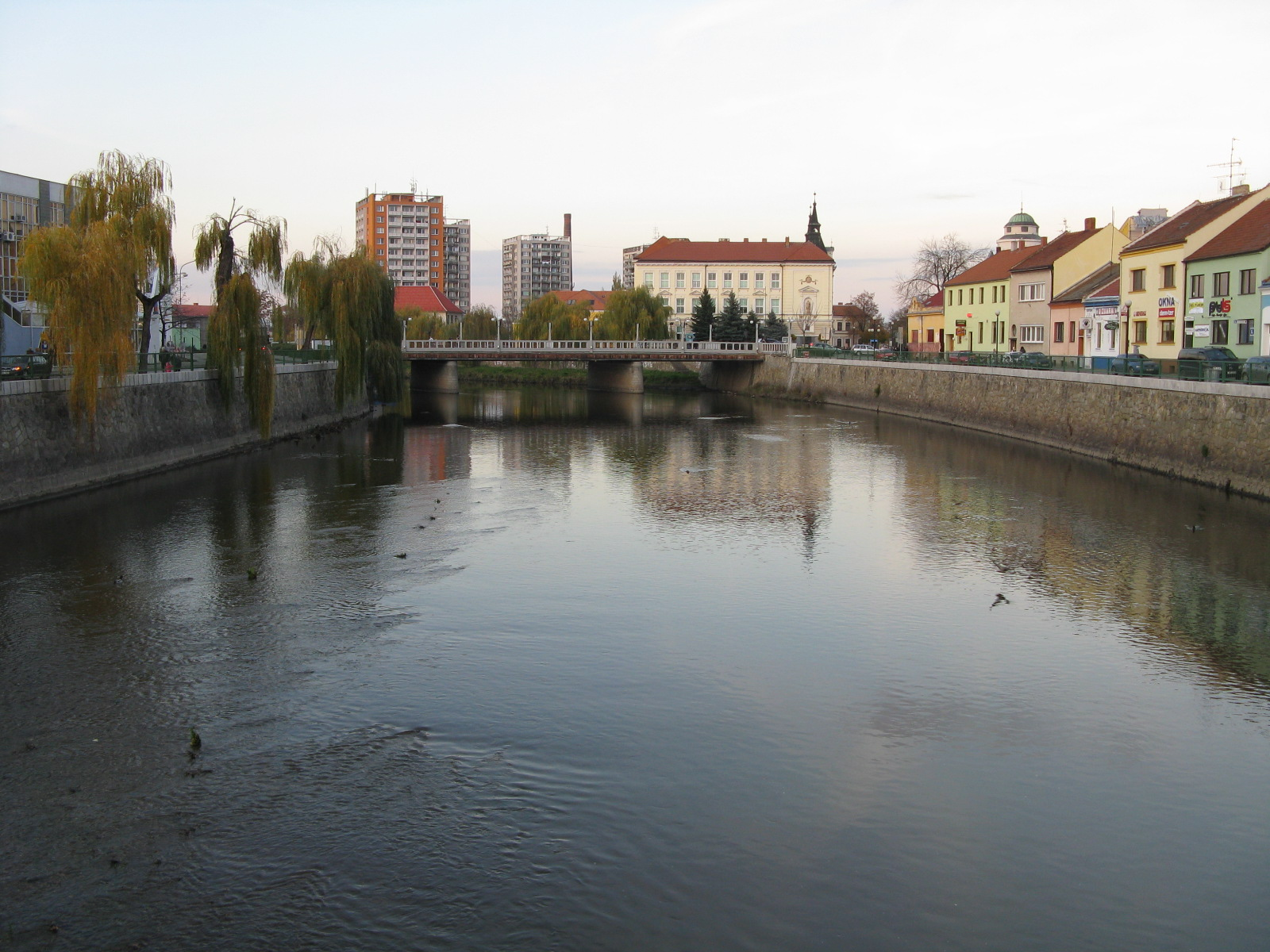
Dyja w Brzecławiu
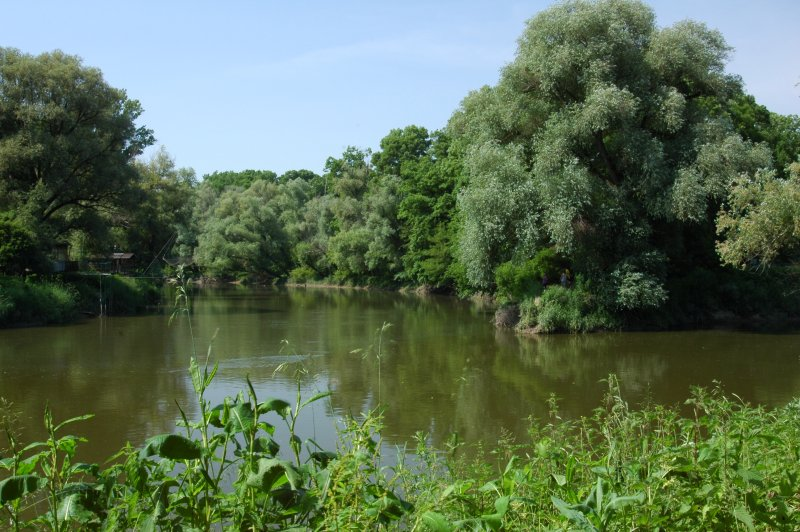
Ujście Dyi do Morawy
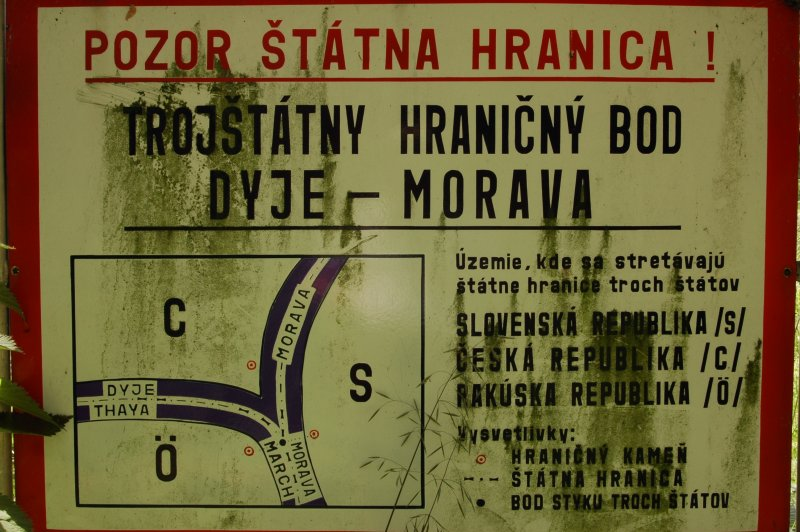
Pośrodku ujścia Dyi do Morawy łączą się trzy granice państwowe: Czech, Słowacji i Austrii
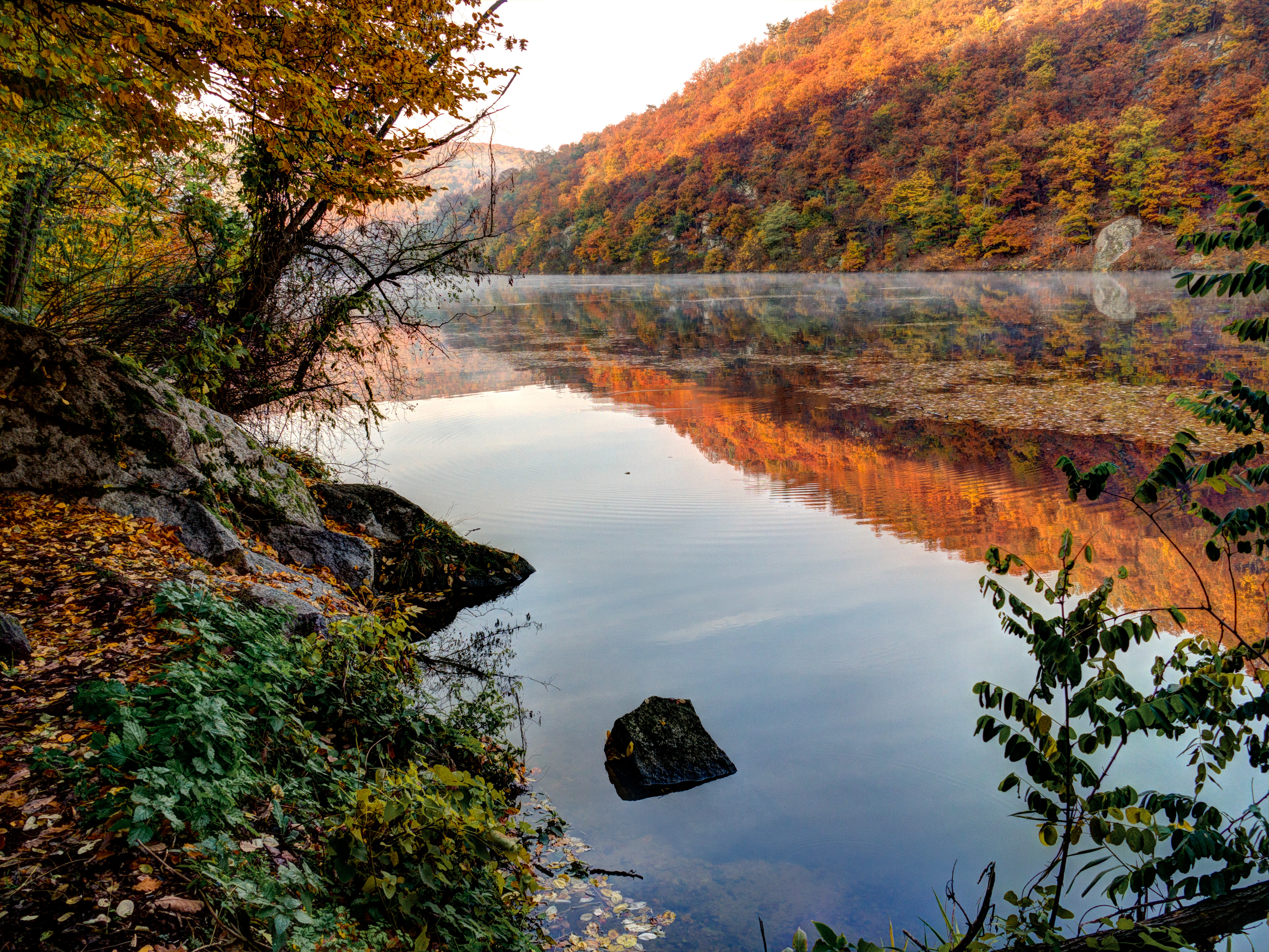
Dyja w Znojmie